# Narcosantos
Narcosantos (수리남?, SurinamLR; noto anche con i titoli alternativi The Accidental Narco e Narco-Saints) è un drama coreano del 2022.

## Trama
Su consiglio dell'amico Eung-soo, l'uomo d'affari Kang In-gu va in Suriname a lavorare nel commercio di razze tra la Corea ed il paese sudamericano. Successivamente viene inspiegabilmente arrestato per spaccio di droga e viene coinvolto in un'operazione dei servizi segreti coreani sotto la guida dell'agente Choi, per arrestare un boss che è anche il pastore della chiesa coreana in Suriname.

## Personaggi ed interpreti
- Kang In-gu, interpretato da Ha Jung-woo, doppiato da Gabriele Sabatini.
È il meccanico che viene trasferito in cerca di fortuna in Suriname.
- Jeon Yo-hwan, interpretato da Hwang Jung-min, doppiato da Alberto Bognanni.
Pastore della Chiesa coreana in Suriname.
- Choi Chang-ho, interpretato da Park Hae-soo, doppiato da Andrea Moretti.
Agente capo dei servizi segreti coreani.
- David Julio Park, interpretato da Yoo Yeon-seok, doppiato da Stefano Broccoletti.
Avvocato di Yo-hwan.
- Park Hye-jin, interpretata da Choo Ja-hyun, doppiata da Jolanda Granato.
Moglie di In-gu.
- Park Eung-soo, interpretato da Hyun Bong-sik.
Amico di In-gu che gli ha suggerito di andare in Suriname.
- Moglie di Jeon Yo-hwan, interpretata da Kim Ye-won.
- Byeon Ki-tae, interpretato da Jo Woo-jin.
Braccio destro di Yo-hwan.
- Soldato del Nationaal Leger, interpretato da Anupam Tripathi.
- Delano Alvarez, interpretato da Jordan Preston.
È il presidente del Suriname.

## Accoglienza
Il 13 settembre 2022 (ora locale), il Ministro degli Affari Esteri e della Cooperazione Internazionale del Suriname Albert Ramdin ha espresso disappunto nei confronti di Narcosantos per aver rappresentato il Suriname come un Paese di traffico di droga, commentando: "Stiamo lavorando per migliorare la nostra immagine, ma siamo di nuovo svantaggiati a causa della presenza di Narcosantos su Netflix". Ha anche annunciato che avrebbero intentato causa ai produttori e inviato una lettera di protesta all'ambasciatore degli Stati Uniti in Suriname. Due giorni dopo, un portavoce del Ministro degli Esteri sudcoreano ha dichiarato alla stampa che non erano ancora stati contattati dal governo surinamese, mentre l'ambasciata della Corea del Sud in Venezuela ha affermato che avrebbe tutelato la sicurezza dei residenti sudcoreani in Suriname.

## Riconoscimenti
- Korea Drama Awards[8]
  - 2022 – Grand Prize (Daesang) a Ha Jung-woo

- Director's Cut Awards[9]
  - 2023 – Best Director in Television a Yoon Jong-bin
  - 2023 – Best Screenplay a Yoon Jong-bin e Kwon Seong-hwi
  - 2023 – Best Actor in Television a Jo Woo-jin
  - 2023 – Best New Actor in Television a Kim Min-gwi